# Catopyrops nicevillei
Catopyrops nicevillei är en fjärilsart som beskrevs av Lambertus Johannes Toxopeus 1930. Catopyrops nicevillei ingår i släktet Catopyrops och familjen juvelvingar. Inga underarter finns listade i Catalogue of Life.